# Parafia Podwyższenia Krzyża Świętego w Kanigowie
Parafia Podwyższenia Krzyża Świętego w Kanigowie – parafia rzymskokatolicka znajdująca się w archidiecezji warmińskiej, w dekanacie Nidzica.